# Sphaerodactylus intermedius
Sphaerodactylus intermedius este o specie de șopârle din genul Sphaerodactylus, familia Gekkonidae, descrisă de Thomas Barbour și Ramsden 1919. Conform Catalogue of Life specia Sphaerodactylus intermedius nu are subspecii cunoscute.

## Galerie

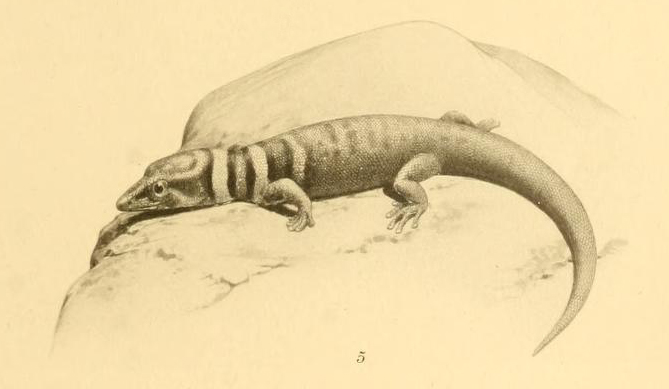
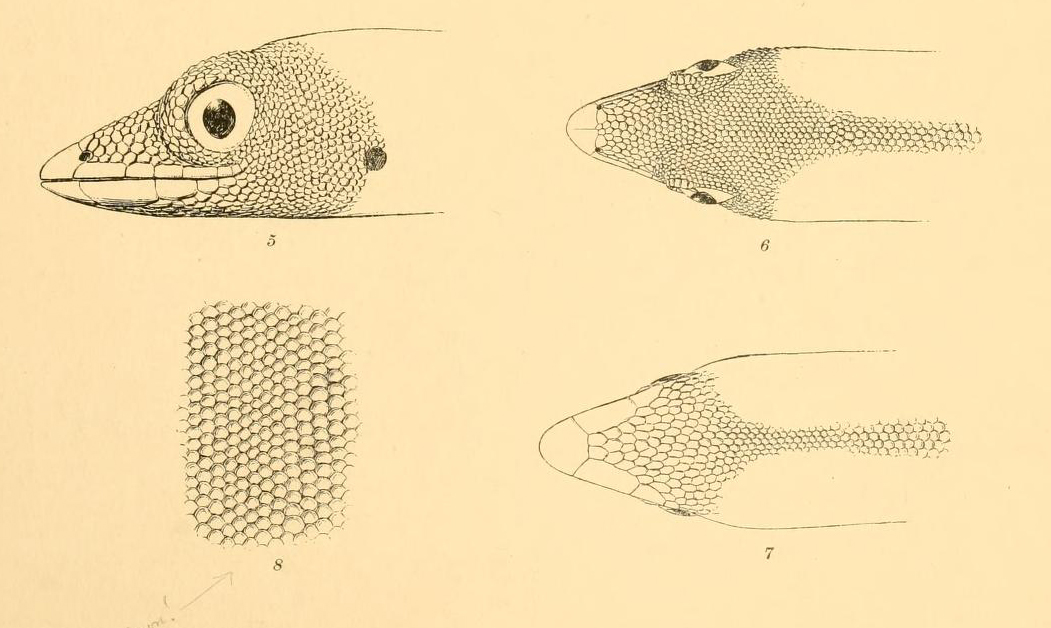